# Janusz Piekarczyk
Janusz Zbigniew Piekarczyk (ur. 2 sierpnia 1946 w Rossoszu, zm. 17 września 2009 w Warszawie) – polski lekarz stomatolog, specjalista w zakresie chirurgii stomatologicznej oraz chirurgii szczękowo-twarzowej, profesor nauk medycznych, rektor Akademii Medycznej w Warszawie (1999–2005).

## Życiorys
Syn Tadeusza i Mieczysławy. W 1969 ukończył studia na Wydziale Lekarskim Akademii Medycznej w Warszawie. Doktoryzował się w 1974 na podstawie pracy pt. Guzy olbrzymiokomórkowe szczęk, studium kliniczno-morfologiczne. Stopień doktora habilitowanego uzyskał w 1983 w oparciu o rozprawę zatytułowaną Ocena zaawansowania raków szczęki na podstawie analizy wybranych metod diagnostycznych. 17 kwietnia 1992 otrzymał tytuł profesora nauk medycznych.
Od 1969 był zawodowo związany z macierzystą uczelnią, zaczynając jako asystent w Klinice Chirurgii Szczękowo-Twarzowej. Przechodził kolejne szczeble kariery naukowej, dochodząc w 1997 do stanowiska profesora zwyczajnego. Uzyskał specjalizacje drugiego stopnia w zakresie chirurgii stomatologicznej (1974) oraz chirurgii szczękowo-twarzowej (1978). Odbywał staże naukowe na uczelniach w Stanach Zjednoczonych, Wielkiej Brytanii i Francji. Na Akademii Medycznej był kierownikiem Katedry i Kliniki Chirurgii Czaszkowo-Szczękowo-Twarzowej, Chirurgii Jamy Ustnej i Implantologii oraz dyrektorem Instytutu Stomatologii (od 2005). Pełnił funkcje prodziekana Oddziału Stomatologii (1986–1993), prorektora ds. dydaktyki i wychowania (1993–1999), a od 1999 do 2005 przez dwie kadencje zajmował stanowisko rektora tej uczelni.
W latach 1993–2002 był prezesem Polskiego Towarzystwa Stomatologicznego, uzyskał później honorowe członkostwo w tej organizacji. W 2006 został prezesem Polskiego Towarzystwa Chirurgii Czaszkowo-Szczękowo-Twarzowej, Chirurgii Stomatologicznej i Implantologii. Zasiadał w Centralnej Komisji do Spraw Stopni i Tytułów (od 1999).
Odznaczony m.in. Krzyżem Kawalerskim (2000) i Oficerskim (2005) Orderu Odrodzenia Polski, Złotym Krzyżem Zasługi, Medalem Komisji Edukacji Narodowej. W 2005 otrzymał tytuł doktora honoris causa Akademii Medycznej w Lublinie.